# 히페리온 (횔덜린 소설)

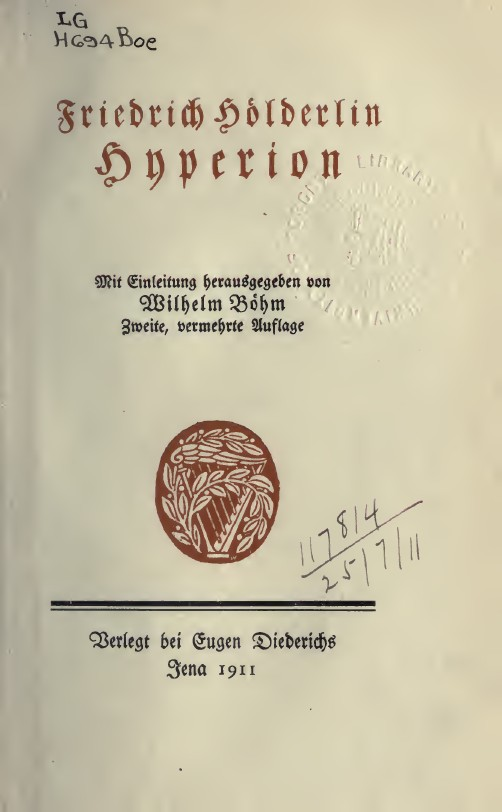
Hyperion

히페리온(Hyperion)은 횔덜린이 쓴 2권 전4장으로 되어 있는 서간체 소설이다. <그리스의 은자(隱者)>라는 부제가 있다. 1권은 1797년, 2권은 1799년 쓰여졌다. '교양소설'이자 딜타이가 지적한 바와 같이 '철학소설'이며 또한 시인 횔덜린이 시대(時代)와 대결한 '시대소설'이기도 하였다. 이 작품은 여러 차례의 개작을 거쳐 완성된 것으로 작품 전체가 서정소설로 되어 있어 통상적인 소설개념만으로는 규정지을 수 없는 일종의 '비가(悲歌)'라고도 할 작품이다. 주인공 히페리온은 18세기의 그리스 청년으로 당시의 국정과 인심에 분개하여 친구나 선배들과 제반의 개혁을 실현하여서 살기 좋은 시대를 만들려 한다. 한편 그리스적인 조화의 이상적 여성 디오티마와 해후하여 순수한 사랑을 바친다. 마침 러시아·터키 사이의 전쟁이 일어나자, 그리스의 독립을 보전하기 위하여 러시아에 가담하여 장도에 오른다. 전쟁터에서 부하병사의 행패와 난동을 보고 실망하며, 부상을 입고 귀국한다. 돌아와 보니 디오티마는 이미 이 세상 사람이 아니므로 독일로 방랑의 길을 떠난다. 이 나라 사람들의 인심이 각박한 것에 실망하면서도 따사로운 봄에 위로를 받는다. 일체(一切)와 하나가 되는 것이 인간의 행복이라는 달관의 경지에 이른다. 귀국 후는 자연과의 융합 속에 묻혀 은자의 생활을 보낸다. 자연으로부터 괴리(乖離)되어 전일(全一)의 생명을 상실한 근대적 인간의 위치를 벗어나 다시금 자연과의 합일에 귀의하고자 한다. 이 작품의 진의는 단지 로맨틱한 도취나 정관(靜觀), 현실도피에 끝나는 것이 아니고 이 시인이 그리스의 '일차전(一且全)'이라는 사상을 그리는 마음은 결국 인류의 미래를 생각하고 현재에 대처하는 자세에 상통하는 것이다.